# Szlaki turystyczne w polskich Tatrach
Szlaki turystyczne w polskich Tatrach

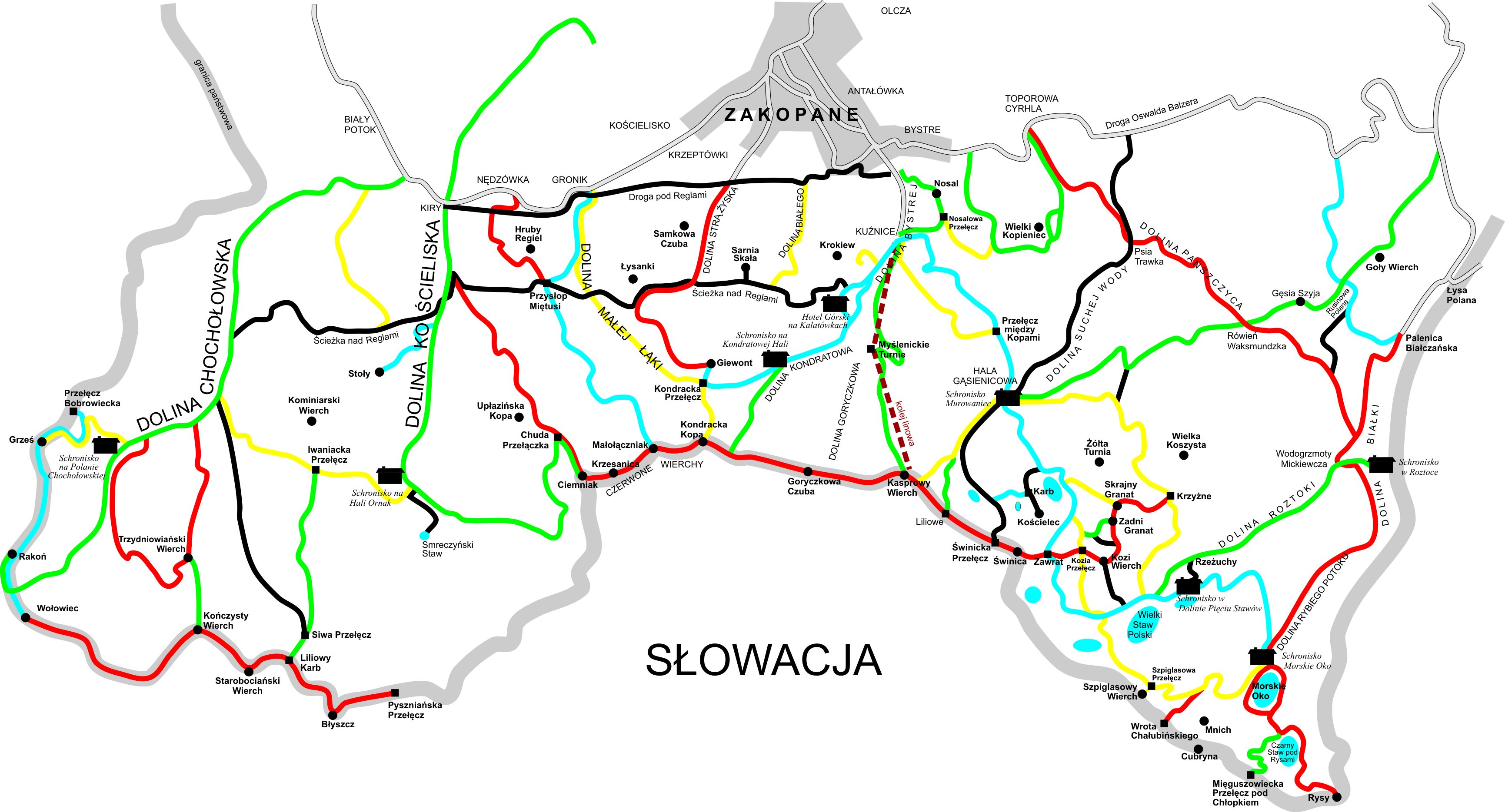
Mapa szlaków turystycznych polskich Tatr

Tatry to najwyższe góry w Polsce. W całości znajdują się one na terenie Tatrzańskiego Parku Narodowego, co oznacza, że wolno się po nich poruszać wyłącznie znakowanymi szlakami. Szlaków tych jest bardzo wiele, co pozwala na dotarcie na liczne szczyty, przełęcze i w inne miejsca.
Najwyższym punktem w Tatrach, na który można się dostać znakowanym szlakiem turystycznym są Rysy (położony na Słowacji główny wierzchołek ma 2501 m, wierzchołek graniczny 2499 m), tylko minimalnie niższy jest Krywań (2495 m).
Za najtrudniejszy szlak turystyczny w Tatrach uważa się zazwyczaj Orlą Perć, ale nie można wykluczyć, że nieznacznie trudniejszy jest mało znany słowacki szlak granią Rohaczy. Kolejne szlaki zaliczane do bardzo trudnych prowadzą na Mięguszowiecką Przełęcz pod Chłopkiem, przez Czerwoną Ławkę, Żlebem Kulczyńskiego, przez Kozią Przełęcz, na Jagnięcy Szczyt, granią od Świnicy do Zawratu, a liczne inne trasy są tylko nieznacznie łatwiejsze. W przeszłości istniały w Tatrach jeszcze trudniejsze szlaki (obecnie zamknięte), na przykład wyznakowany przez Michała Kirkora szlak północną ścianą Giewontu.

## Wybrane szlaki w polskich Tatrach

### Szlaki czerwone
Szlak czerwony: Wyżnia Miętusia Kira – Ciemniak – Krzesanica – Małołączniak – Kopa Kondracka – Przełęcz pod Kopą Kondracką – Kasprowy Wierch – Beskid – Liliowe – Świnicka Przełęcz – Świnica – Zawrat – Kozia Przełęcz – Kozi Wierch – Przełączka nad Buczynową Dolinką – Zadni Granat – Pośredni Granat – Skrajny Granat – Krzyżne. Odcinek szlaku od jego początku do Świnickiej Przełęczy jest stosunkowo łatwy do pokonania, od Świnickiej Przełęczy do Zawratu raczej trudny, zabezpieczony łańcuchami i klamrami. Fragment tego szlaku od Zawratu do Krzyżnego nosi nazwę Orlej Perci i jest prawdopodobnie najtrudniejszym znakowanym szlakiem turystycznym w Polsce, również zawiera łańcuchy i klamry, a także dwie z czterech drabinek w polskich Tatrach. Czas pokonania całości tej trasy to 16 godzin i 50 minut w opisywanym kierunku oraz 15 godzin i 45 minut w kierunku przeciwnym (czyni ją to najdłuższą trasą w polskich Tatrach), przy czym należy pamiętać, że odcinek od Zawratu do Koziego Wierchu jest jednokierunkowy. Z powodu takiej długości trasa jest niemal zawsze pokonywana w kilku częściach, na co pozwalają liczne szlaki łącznikowe. Najdłuższe odcinki bez możliwości zejścia znajdują się pomiędzy Wyżnią Miętusią Kirą a Ciemniakiem, pomiędzy Świnicką Przełęczą a Zawratem oraz pomiędzy Skrajnym Granatem a Krzyżnem. Najwyższy punkt trasy: Świnica (2301 m).
 Szlak czerwony: Toporowa Cyrhla (wejście do Tatrzańskiego Parku Narodowego) – Psia Trawka – Rówień Waksmundzka – Polana pod Wołoszynem – Wodogrzmoty Mickiewicza – Morskie Oko (schronisko) – Czarny Staw pod Rysami – Bula pod Rysami – Rysy. Odcinek szlaku od jego początku do Buli pod Rysami jest stosunkowo łatwy do przejścia, a od Buli pod Rysami do Rysów dość trudny, zabezpieczony bardzo długim ciągiem łańcuchów. Jest on także bardzo wymagający kondycyjnie. Czas pokonania całości tej trasy to 9 godzin i 30 minut w opisywanym kierunku oraz 8 godzin i 10 minut w kierunku przeciwnym, co oznacza, że jest ona trzecia co do długości w polskich Tatrach. Jest ona zwykle pokonywana na odcinku od Wodogrzmotów Mickiewicza do Rysów i z powrotem, co jest spowodowane mniejszą atrakcyjnością szlaku na wcześniejszym odcinku i krótkim, łatwym szlakiem dojściowym do Wodogrzmotów Mickiewicza z Palenicy Białczańskiej. Warto pamiętać, że praktycznie nie ma możliwości skrócenia tej trasy: jeżeli wejdzie się w ten sposób na Rysy, to jedyną alternatywą dla pokonania szlaku jeszcze raz w przeciwną stronę jest zejście z tego szczytu na Słowację (również szlakiem czerwonym). Trasa zawiera tak samo znakowany wariant dodatkowy, pozwalający na obejście Morskiego Oka z drugiej strony (czas przejścia o pięć minut dłuższy). Najwyższy punkt trasy: Rysy (po polskiej stronie 2499 m, po słowackiej stronie 2501 m).
 Szlak czerwony: Wołowiec – Zwornik pod Jarząbczym Wierchem – Kończysty Wierch – Starorobociański Wierch – Siwy Zwornik – Błyszcz – Pyszniańska Przełęcz. Szlak zawiera jedynie niewielkie (rzadko umiarkowane) trudności techniczne, głównie na odcinku pomiędzy Wołowcem a Kończystym Wierchem. Jest jednak bardzo wymagający kondycyjnie z uwagi na znaczną odległość od zamieszkanych okolic i jedynie trzy miejsca, w których można z niego zejść na stronę polską (Wołowiec, Kończysty Wierch, Siwy Zwornik). W niektórych miejscach pokonanie go bardzo utrudnia niezwykle kruche podłoże. Czas pokonania całości tej trasy to 5 godzin i 10 minut w opisywanym kierunku oraz 5 godzin i 15 minut w kierunku przeciwnym. Szlak ten ma swoje przedłużenie na Słowacji (w kierunku od Wołowca) w postaci również czerwono znakowanej trasy Granią Rohaczy, będącej jednym z najtrudniejszych udostępnionych dla turystów przejść tatrzańskich. Najwyższy punkt trasy: po stronie polskiej Starorobociański Wierch (2176 m), po stronie słowackiej Banówka (2178 m).
 Szlak czerwony: Polana Chochołowska (schronisko) – Jarząbcze Szałasiska – Trzydniowiański Wierch – Polana Trzydniówka. Szlak nie wymaga umiejętności wspinaczkowych, ale jego odcinek od Trzydniowiańskiego Wierchu do Polany Trzydniówki jest bardzo zarośnięty kosodrzewiną, co czyni przejście niezwykle wymagającym kondycyjnie i drastycznie zwiększa ryzyko kontuzji. Czas przejścia całości tej trasy to 4 godziny i 15 minut w opisywanym kierunku oraz 4 godziny i 5 minut w kierunku przeciwnym, tworzy ona niemal zamkniętą pętlę, gdyż krańcowe polany dzieli mniej niż pół godziny drogi. Odcinek szlaku do Jarząbczych Szałasisk nosi nazwę „szlaku papieskiego”, ponieważ 23 czerwca 1983 roku odbył nim wycieczkę papież Jan Paweł II, fragment ten jest dodatkowo oznakowany biało-żółtymi kwadratami. Najwyższy punkt trasy: Trzydniowiański Wierch (1758 m).
 Szlak czerwony: Buńdówki (wejście do Tatrzańskiego Parku Narodowego) – Dolina Strążyska – Polana Strążyska – Przełęcz w Grzybowcu – Wyżnia Kondracka Przełęcz (Herbaciana Przełęcz). Szlak jest niemal pozbawiony trudności technicznych (jedynym miejscem wymagającym użycia rąk jest żebro skalne zwane Szczerbinką w Grzybowcu), ale na długim odcinku biegnie bezpośrednio nad ponadstumetrową zerwą Doliny Małej Łąki. Jest też dość wymagający kondycyjnie (strome podejście). Idąc nim, można najszybciej dotrzeć na Giewont. Czas przejścia całości tej trasy to 3 godziny w opisywanym kierunku oraz 2 godziny i 20 minut w kierunku przeciwnym. Szlak jest zamykany na zimę na odcinku od Przełęczy w Grzybowcu do Wyżniej Kondrackiej Przełęczy z uwagi na ogromne zagrożenie lawinowe. Najwyższy punkt trasy: Wyżnia Kondracka Przełęcz (1765 m).
 Szlak czerwony: Nędzówka (wejście do Tatrzańskiego Parku Narodowego) – Staników Żleb – Wyżnie Stanikowe Siodło – Miętusi Przysłop. Szlak jest pozbawiony trudności. Osoby wchodzące do Tatrzańskiego Parku Narodowego tą trasą są zwolnione od opłat za wstęp (jest to jeden z trzech takich szlaków, ale jako jedyny łączy się na końcu z innymi szlakami, pozwalając na wejście w głąb Tatrzańskiego Parku Narodowego). Czas pokonania całości tej trasy to godzina i 30 minut w opisywanym kierunku oraz godzina i 10 minut w kierunku przeciwnym. Oprócz początku i końca nie łączy się ona z innymi szlakami. Najwyższy punkt trasy: Wyżnie Stanikowe Siodło (1271 m).

### Szlaki niebieskie
Szlak niebieski: Morskie Oko (schronisko) – Świstówka Roztocka – Dolina Pięciu Stawów Polskich (schronisko) – Tablica Stanisława Bronikowskiego w Dolinie Pięciu Stawów Polskich – Zawrat – Czarny Staw Gąsienicowy – Hala Gąsienicowa (schronisko) – Przełęcz między Kopami – Skupniów Upłaz – Kuźnice (wejście do Tatrzańskiego Parku Narodowego) – Polana Kalatówki – Kondratowa Polana (schronisko) – Kondracka Przełęcz – Giewont. Ogromna część szlaku jest raczej łatwa do pokonania, ale odcinek pomiędzy Zawratem a Czarnym Stawem Gąsienicowym jest bardzo trudny, zabezpieczony łańcuchami i klamrami, wymaga umiejętności pionowej wspinaczki, pewne trudności zawiera też odcinek pomiędzy Kondracką Przełęczą a Giewontem, przy końcowym podejściu na szczyt zamontowano kilka łańcuchów. Czas pokonania całości tej trasy to 10 godzin i 30 minut w opisywanym kierunku oraz 10 godzin i 15 minut w kierunku przeciwnym (druga co do długości trasa w polskich Tatrach), dlatego też jest ona niemal zawsze pokonywana w dwóch lub trzech częściach, na co pozwalają liczne szlaki łącznikowe. Na odcinku od Kuźnic do Polany Kalatówki szlak jest przejezdny dla rowerów. Znaczny jego fragment był we wczesnych latach Polskiej Rzeczypospolitej Ludowej określany mianem Szlaku Lenina, ponieważ ten radziecki przywódca według niektórych źródeł go przeszedł. Trasa zawiera tak samo znakowany wariant dodatkowy, przebiegający inną drogą przez Polanę Kalatówki (czas przejścia o dziesięć minut dłuższy, schronisko). Szlak jest zamykany na zimę na odcinku od Morskiego Oka do Doliny Pięciu Stawów Polskich z uwagi na ogromne zagrożenie lawinowe. Szlak jest jednokierunkowy w kopule szczytowej Giewontu z powodu nadmiernego zatłoczenia: tworzy zamkniętą pętlę, przez którą przechodzi się przeciwnie do kierunku ruchu wskazówek zegara. Najwyższy punkt trasy: Zawrat (2159 m).
 Szlak niebieski: Gronik (wejście do Tatrzańskiego Parku Narodowego) – Miętusi Przysłop – Kobylarzowy Żleb – Małołączniak. Szlak na długim odcinku prowadzi stromym i kruchym żlebem, co czyni przejście kłopotliwym, nie jest jednak konieczna wspinaczka; najtrudniejszym miejscem jest niewielki próg skalny, zabezpieczony trzema łańcuchami. Czas przejścia całości tej trasy to 4 godziny w opisywanym kierunku i 3 godziny w kierunku przeciwnym. Trzeba pamiętać, że na odcinku od Miętusiego Przysłopu do Małołączniaka nie jest ona połączona z żadnym innym szlakiem. Najwyższy punkt trasy: Małołączniak (2096 m).
 Szlak niebieski: Palenica Białczańska (wejście do Tatrzańskiego Parku Narodowego) – Rusinowa Polana – Kaplica Matki Boskiej Jaworzyńskiej na Wiktorówkach – Dolina Filipka – Zazadnia (wejście do Tatrzańskiego Parku Narodowego). Szlak ma charakter spacerowy, prowadzi w większości przez gęsty las. Czas pokonania całości tej trasy to godzina i 45 minut w opisywanym kierunku oraz godzina i 55 minut w kierunku przeciwnym. Najwyższy punkt trasy: Rusinowa Polana (1210 m).
 Szlak niebieski: Grześ – Długi Upłaz – Rakoń – przełęcz Zawracie – Wołowiec. Szlak nie zawiera poważnych trudności, przebiega łagodną północną granią Wołowca, wymaga jednak pewnej kondycji. Na końcowym odcinku pewne problemy może sprawić bardzo kruche podłoże. Czas pokonania całości tej trasy to godzina i 45 minut w opisywanym kierunku oraz godzina i 30 minut w kierunku przeciwnym. Najwyższy punkt trasy: Wołowiec (2064 m).
 Szlak niebieski: Brama Kraszewskiego – Hala Stoły. Na szlaku nie ma trudności. Czas pokonania całości tej trasy to godzina i 20 minut w opisywanym kierunku oraz godzina w kierunku przeciwnym. Nie łączy się ona z innymi szlakami, po wejściu na Halę Stoły jedyną możliwością zejścia jest powrót tą samą drogą. Podczas orkanu „Ksawery” w grudniu 2013 roku szlak został uszkodzony, co spowodowało zamknięcie go do odwołania; odwołanie nastąpiło w listopadzie 2015 roku. Najwyższy punkt trasy: Hala Stoły (1417 m).

### Szlaki czarne
Szlak czarny zwany Ścieżką nad Reglami: Huciska w Dolinie Chochołowskiej – Kominiarska Przełęcz – Niżnia Kominiarska Polana w Dolinie Lejowej – Kominiarski Przysłop – Wyżnia Miętusia Kira w Dolinie Kościeliskiej – Miętusi Przysłop – Wielka Polana Małołącka w Dolinie Małej Łąki – Przełęcz w Grzybowcu – Polana Strążyska w Dolinie Strążyskiej – Czerwona Przełęcz – Polana Białego w Dolinie Białego – Przełęcz Białego – Polana Kalatówki – Kuźnice (wejście do Tatrzańskiego Parku Narodowego). Szlak przecina największe doliny polskich Tatr Zachodnich i znajdujące się pomiędzy nimi grzbiety. Przebiega blisko Zakopanego, jest wyposażony w wiele tras dojściowych i nie zawiera żadnych trudności. Czas przejścia całości tej trasy to 7 godzin i 35 minut w opisywanym kierunku oraz 7 godzin i 25 minut w kierunku przeciwnym. Po orkanie „Ksawery” w grudniu 2013 roku szlak uległ uszkodzeniom, wskutek których został zamknięty do odwołania na odcinku od Hucisk do Wyżniej Miętusiej Kiry; odwołanie nastąpiło na początku lipca 2016 roku. Szlak zawiera tak samo znakowany wariant dodatkowy, pozwalający na wejście z Czerwonej Przełęczy na szczyt Sarnia Skała (czas przejścia: w obie strony dziesięć minut). Najwyższy punkt trasy: Przełęcz w Grzybowcu (1311 m, szlak główny); Sarnia Skała (1377 m, odnoga szlaku).
 Szlak czarny: Dolina Chochołowska (między Huciskami a Polaną Trzydniówka) – Dolina Starorobociańska – Siwa Przełęcz. Na szlaku nie ma żadnych trudności technicznych, na znacznej części swojej długości biegnie przez gęsty las. Jest on najdogodniejszym dojściem na Starorobociański Wierch i zwornik Błyszcz – najwyżej położone miejsca w polskich Tatrach Zachodnich. Z wyjątkiem początku i końca, w ogóle nie przecina się z innymi szlakami. Czas pokonania całości tej trasy to 2 godziny i 45 minut w opisywanym kierunku oraz 2 godziny i 10 minut w kierunku przeciwnym. Najwyższy punkt trasy: Siwa Przełęcz (1812 m).
 Szlak czarny: Brzeziny (wejście do Tatrzańskiego Parku Narodowego) – Psia Trawka – Dolina Suchej Wody Gąsienicowej – Hala Gąsienicowa (schronisko). Szlak nie zawiera żadnych trudności, jest najkrótszym i najbezpieczniejszym dojściem na Halę Gąsienicową, jest jednak rzadko wybierany przez turystów z uwagi na swoją monotonię: na całej długości prowadzi jednostajnym podejściem przez las. Szlak jest przejezdny dla rowerów, a nawet dla samochodów (wyłącznie za zgodą Tatrzańskiego Parku Narodowego). Czas pokonania całości tej trasy to 2 godziny i 20 minut w opisywanym kierunku oraz godzina i 50 minut w kierunku przeciwnym. Najwyższy punkt trasy: Hala Gąsienicowa (1500 m).
 Szlak czarny: Wielki Staw Polski – Szeroki Żleb – Kozi Wierch. Na szlaku nie ma poważnych trudności, w jego końcowym odcinku znajdują się pojedyncze miejsca wymagające użycia rąk. Jest to jedna z tras dojściowych do Orlej Perci, a przy tym zdecydowanie najłatwiejszy spośród szlaków pozwalających wejść na najwyższy szczyt leżący w całości w Polsce. Jest jednak bardzo wymagający kondycyjnie, problemy może sprawić także kruche podłoże. Czas pokonania całości tej trasy to godzina i 45 minut w opisywanym kierunku oraz godzina i 15 minut w kierunku przeciwnym. Oprócz początku i końca nie łączy się z innymi szlakami. Najwyższy punkt trasy: Kozi Wierch (2291 m).
 Szlak czarny: Dwoiśniak – Zielony Staw Gąsienicowy – Świnicka Przełęcz. Szlak nie wymaga umiejętności wspinaczkowych, ale na jego końcowym odcinku występują wąskie przejścia nad przepaścią. Czas pokonania całości tej trasy to godzina i 30 minut w opisywanym kierunku oraz godzina i 10 minut w kierunku przeciwnym. Najwyższy punkt trasy: Świnicka Przełęcz (2050 m).
 Szlak czarny: Brama Kraszewskiego – Jaskinia Mroźna – Dolina Kościeliska. Szlak nie zawiera trudności, mimo że prowadzi przez jaskinię, ponieważ jest ona przystosowana dla turystów: zamontowano oświetlenie elektryczne i metalowe poręcze. Czas pokonania całości tej trasy to godzina i 15 minut w opisywanym kierunku, jest ona jednokierunkowa. Szlak oprócz początku i końca jest pozbawiony połączeń z innymi trasami. Jest zamykany na zimę. Jaskinia Mroźna jest jedynym miejscem w polskich Tatrach, wstęp do którego jest dodatkowo płatny (oprócz opłaty wniesionej przy wejściu do Tatrzańskiego Parku Narodowego). Najwyższy punkt trasy: otwór wyjściowy Jaskini Mroźnej (1112 m).
 Szlak czarny: Czarny Staw Gąsienicowy – Mały Kościelec – Karb – Kościelec. Szlak począwszy od przełęczy Karb jest raczej trudny, zawiera odcinki pionowej wspinaczki i przejścia nad dużymi przepaściami; najtrudniejsze miejsca to siedmiometrowej wysokości ściana skalna oraz pozbawiona chwytów ukośna płyta silnie eksponowana na stronę Czarnej Doliny Gąsienicowej. Jest to najtrudniejsza trasa turystyczna w Tatrach, w żadnym miejscu której nie zamontowano sztucznych zabezpieczeń (choć istnieją trudniejsze niezabezpieczone odcinki szlaków, jak na przykład fragment szlaku zielonego Kazalnica Mięguszowiecka – Mięguszowiecka Przełęcz pod Chłopkiem). Szlak ten wymaga także bardzo dobrej kondycji, ponieważ na całej swojej długości stanowi strome podejście. Czas pokonania całości tej trasy to godzina i 20 minut w opisywanym kierunku oraz godzina w kierunku przeciwnym. Powyżej przełęczy Karb nie łączy się z innymi szlakami, jedyną możliwością zejścia z Kościelca jest powrót tą samą drogą. Najwyższy punkt trasy: Kościelec (2155 m).

### Szlaki żółte
Szlak żółty: Dolina Pięciu Stawów Polskich – Krzyżne – Czerwony Staw Pańszczycki – Hala Gąsienicowa (schronisko) – Dwoiśniak – Kasprowy Wierch. Na szlaku nie ma poważnych trudności, pojedyncze miejsca wymagające użycia rąk występują jedynie w pobliżu Krzyżnego. Czas przejścia całości tej trasy to 5 godzin i 45 minut w opisywanym kierunku oraz 5 godzin i 35 minut w kierunku przeciwnym. Rzadko przechodzi się ją w całości, jest wyposażona w wiele szlaków łącznikowych i dojściowych. Z Kasprowego Wierchu dalszy ciąg żółtych znaków sprowadza na Słowację przez bardzo długą Dolinę Cichą. Najwyższy punkt trasy: Krzyżne (2112 m).
 Szlak żółty: Morskie Oko (schronisko) – Dolinka za Mnichem – Szpiglasowa Przełęcz – Tablica Stanisława Bronikowskiego w Dolinie Pięciu Stawów Polskich – Kozia Przełęcz – Zmarzły Staw pod Zawratem. Odcinek do Szpiglasowej Przełęczy jest zwany „ceprostradą” ze względu na brak jakichkolwiek trudności, zejście w kierunku Doliny Pięciu Stawów Polskich zawiera pojedyncze, niezbyt kłopotliwe miejsca wspinaczkowe, zamontowano tam krótki ciąg łańcuchów. Przejście przez Kozią Przełęcz jest bardzo trudne, na całej długości zabezpieczone licznymi łańcuchami i klamrami, szczególnie na podejściu od strony Doliny Pięciu Stawów Polskich znajduje się wiele miejsc wymagających długiej pionowej wspinaczki. Czas przejścia całości tej trasy to 5 godzin i 55 minut w opisywanym kierunku oraz 5 godzin i 25 minut w kierunku przeciwnym. Jest dobrze połączona z innymi szlakami, stosunkowo rzadko przechodzi się ją w całości. Szlak zawiera tak samo znakowaną odnogę, pozwalającą na wejście ze Szpiglasowej Przełęczy na Szpiglasowy Wierch (15 minut w górę, 10 minut w dół). Najwyższy punkt trasy: Kozia Przełęcz (2137 m, szlak główny); Szpiglasowy Wierch (2172 m, wariant dodatkowy).
 Szlak żółty: Gronik (wejście do Tatrzańskiego Parku Narodowego) – Wielka Polana Małołącka – Dolina Małej Łąki – Kondracka Przełęcz – Kopa Kondracka. Na szlaku nie ma trudności technicznych. Łączy się on z wieloma innymi trasami, jest typowym szlakiem dojściowym. Czas przejścia całości tej trasy to 4 godziny w opisywanym kierunku oraz 3 godziny w kierunku przeciwnym. Najwyższy punkt trasy: Kondracka Kopa (2005 m).
 Szlak żółty: Hala Ornak–(schronisko) Iwaniacka Przełęcz – Dolina Chochołowska (między Huciskami a Polaną Trzydniówka). Szlak jest pozbawiony jakichkolwiek trudności, ale może być męczący z uwagi na strome podejścia. Stanowi najlepsze połączenie pomiędzy wielkimi dolinami: Kościeliską i Chochołowską, prowadzi też przez niego najkrótsza droga na Ornak. Czas pokonania całości tej trasy to 2 godziny i 25 minut w opisywanym kierunku oraz 2 godziny i 30 minut w kierunku przeciwnym. Najwyższy punkt trasy: Iwaniacka Przełęcz (1459 m).
 Szlak żółty: Czarny Staw Gąsienicowy – Skrajny Granat. Szlak zawiera odcinki prostej wspinaczki, w najtrudniejszym miejscu jest zamontowany krótki łańcuch i pojedyncza poręcz. Jest to jedno z licznych dojść do Orlej Perci. Z wyjątkiem początku i końca, w ogóle nie przecina się z innymi szlakami. Czas pokonania całości tej trasy to 2 godziny i 10 minut w opisywanym kierunku oraz godzina i 45 minut w kierunku przeciwnym. Najwyższy punkt trasy: Skrajny Granat (2225 m).
 Szlak żółty: Polana Chochołowska (schronisko) – Bobrowiecki Żleb – Grześ. Szlak jest pozbawiony jakichkolwiek trudności. Czas pokonania całości tej trasy to godzina i 45 minut w opisywanym kierunku oraz godzina i 15 minut w kierunku przeciwnym. Choć łączy się ona z innymi szlakami, na całej jej długości najszybszym sposobem powrotu w dolinę jest zawrócenie. Najwyższy punkt trasy: Grześ (1653 m).
 Szlak żółty: Kuźnice (wejście do Tatrzańskiego Parku Narodowego) – Dolina Jaworzynka – Przełęcz między Kopami (Karczmisko). Na szlaku nie ma trudności. Jest on jednym z najkrótszych i najczęściej wybieranych dojść na Halę Gąsienicową. Poza jego początkiem i końcem nie ma na nim skrzyżowań z innymi szlakami. Czas pokonania całości tej trasy to godzina i 45 minut w opisywanym kierunku oraz godzina i 15 minut w kierunku przeciwnym. Czas ten jest w obie strony równy czasowi przejścia łączącego Kuźnice z Przełęczą między Kopami odcinka szlaku niebieskiego (przez Skupniów Upłaz). Najwyższy punkt trasy: Przełęcz między Kopami (1499 m).
 Szlak żółty: Między Ściany (wejście do Tatrzańskiego Parku Narodowego) – Dolina Lejowa – Niżnia Kominiarska Polana. Szlak ma charakter spacerowy. Czas pokonania całości tej trasy to godzina i 10 minut w opisywanym kierunku oraz 50 minut w kierunku przeciwnym. Po orkanie „Ksawery” w grudniu 2013 roku szlak uległ uszkodzeniom, wskutek których został zamknięty do odwołania. Najwyższy punkt trasy: Niżnia Kominiarska Polana (1093 m).

### Szlaki zielone
Szlak zielony: Czarny Staw pod Rysami – Kazalnica Mięguszowiecka – Mięguszowiecka Przełęcz pod Chłopkiem. Szlak jest jednym z najtrudniejszych w Polsce; szczególnie niebezpieczna jest Galeryjka, bardzo wąska ścieżka przebiegająca bezpośrednio nad kilkusetmetrową przepaścią. Pomimo takich trudności został zabezpieczony jedynie siedmioma klamrami poniżej Kazalnicy Mięguszowieckiej. Wyżej niż na tym szlaku można w Polsce dotrzeć tylko na szlaku na Rysy. Czas przejścia całości tej trasy to 2 godziny i 55 minut w opisywanym kierunku oraz 2 godziny i 20 minut w kierunku przeciwnym. Trzeba pamiętać, że nie jest ona połączona z żadną inną znakowaną trasą, jedyną nietaternicką możliwością zejścia z Mięguszowieckiej Przełęczy pod Chłopkiem jest powrót tą samą drogą. Najwyższy punkt trasy: Mięguszowiecka Przełęcz pod Chłopkiem (2307 m).
 Szlak zielony: Kiry (wejście do Tatrzańskiego Parku Narodowego) – Wyżnia Miętusia Kira – Brama Kraszewskiego – Dolina Kościeliska – Hala Ornak (schronisko) – Rozdroże w Tomanowej – Ciemniak. Szlak nie zawiera poważnych trudności, ale w niektórych miejscach w wyższej jego części trzeba przechodzić w pobliżu dużych przepaści; odcinek do Hali Ornak jest raczej spacerowy. Choć z Ciemniaka można zejść nieco krótszą drogą, odcinek od Hali Ornak do Ciemniaka nie łączy się z innymi szlakami (myląca nazwa „Rozdroże w Tomanowej” wynika z zamknięcia przebiegającego kiedyś tamtędy szlaku na Tomanową Przełęcz). Czas przejścia całości tej trasy to 5 godzin w opisywanym kierunku oraz 4 godziny i 5 minut w kierunku przeciwnym. Szlak jest zamykany na zimę na odcinku od Hali Ornak do Ciemniaka z uwagi na ogromne zagrożenie lawinowe. Najwyższy punkt trasy: Ciemniak (2096 m).
 Szlak zielony: Siwa Polana (wejście do Tatrzańskiego Parku Narodowego) – Dolina Chochołowska – Polana Trzydniówka – Polana Chochołowska (schronisko) – Dolina Chochołowska Wyżnia – przełęcz Zawracie pod Rakoniem. Trasa nie zawiera żadnych trudności, z uwagi na wygodę przejścia bywa nazywana „Szeroką Ulicą”. Na całej jej długości najszybszym sposobem wyjścia poza obszar Tatrzańskiego Parku Narodowego jest zawrócenie, ale jest połączona z wieloma innymi szlakami: jest to typowy szlak dojściowy. Na odcinku od Siwej Polany do Polany Chochołowskiej jest przejezdny dla rowerów, funkcjonuje tam również wypożyczalnia tych jednośladów. Czas przejścia całości tej trasy to 4 godziny i 35 minut w opisywanym kierunku oraz 3 godziny i 45 minut w kierunku przeciwnym. Najwyższy punkt trasy: przełęcz Zawracie pod Rakoniem (1863 m).
 Szlak zielony: Wierchporoniec (wejście do Tatrzańskiego Parku Narodowego) – Rusinowa Polana – Gęsia Szyja – Waksmundzka Rówień – Wolarczyska – Hala Gąsienicowa (schronisko). Szlak nie zawiera żadnych trudności, aczkolwiek na końcowym odcinku jest nieco zarośnięty kosodrzewiną. W wielu miejscach jest połączony z innymi znakowanymi przejściami, łatwo można go pokonywać w odcinkach albo łączyć z innymi trasami. Czas przejścia całości tej trasy to 4 godziny i 15 minut w opisywanym kierunku oraz 3 godziny i 55 minut w kierunku przeciwnym. Najwyższy punkt trasy: Wolarczyska (1550 m).
 Szlak zielony: Iwaniacka Przełęcz – Ornak – Siwa Przełęcz – Siwy Zwornik. Szlak jest pozbawiony trudności technicznych, ale bardzo męczący z uwagi na strome podejścia. Na całej swojej długości prowadzi ostrzem północnej grani Siwego Zwornika (grani Ornaku), tylko z rzadka schodząc na jej zbocza. Można na niego wejść lub zejść z niego tylko na Iwaniackiej Przełęczy, Siwej Przełęczy i Siwym Zworniku. Czas przejścia całości tej trasy to 2 godziny i 35 minut w opisywanym kierunku oraz 2 godziny i 15 minut w kierunku przeciwnym. Najwyższy punkt trasy: Siwy Zwornik (1964 m). Szlak ma swoje przedłużenie na Słowacji: kierując się zielonymi znakami, można zejść w Dolinę Raczkową przez Dolinę Gaborową.
 Szlak zielony: Polana Kuźnicka (Murowanica) (wejście do Tatrzańskiego Parku Narodowego) – Nosal – Nosalowa Przełęcz – Kuźnice–(wejście do Tatrzańskiego Parku Narodowego) Myślenickie Turnie – Kasprowy Wierch. Szlak jest całkowicie pozbawiony trudności, choć do przejścia nim konieczna jest pewna wytrzymałość fizyczna. Jego odcinek od Kuźnic jest najpopularniejszą drogą na Kasprowy Wierch; warto pamiętać, że na całym tym odcinku nie ma skrzyżowań z innymi szlakami, wobec czego jedyną oprócz zawrócenia możliwością szybszego opuszczenia szlaku jest wejście do kolei linowej Kuźnice – Kasprowy Wierch na stacji pośredniej na Myślenickich Turniach. Czas przejścia całości tej trasy to 4 godziny i 55 minut w opisywanym kierunku oraz 4 godziny w kierunku przeciwnym. Najwyższy punkt trasy: Kasprowy Wierch (1987 m).
 Szlak zielony: Stara Roztoka (schronisko) – Wodogrzmoty Mickiewicza – Dolina Roztoki – Siklawa – Dolina Pięciu Stawów Polskich – Wielki Staw Polski. Szlak nie sprawia trudności, na całej długości prowadzi przez dolinę. Podczas opadów lub oblodzenia może jednak być niebezpieczny, gdyż prowadzi po śliskich skałach w pobliżu potoku. Przeprowadza pod Siklawą, największym wodospadem Tatr. Jest jednym z najkrótszych dojść do Doliny Pięciu Stawów Polskich, dlatego też chodzi nim wielu turystów. Czas przejścia całości tej trasy to 2 godziny i 30 minut w opisywanym kierunku oraz godzina i 55 minut w kierunku przeciwnym. Najwyższy punkt trasy: Wielki Staw Polski (1664 m).
 Szlak zielony: Jaszczurówka (wejście do Tatrzańskiego Parku Narodowego) – Dolina Olczyska – Polana Olczyska – Polana Kopieniec – Kopieniec Wielki – Toporowa Cyrhla (wejście do Tatrzańskiego Parku Narodowego). Na szlaku nie ma żadnych trudności, przebiega on blisko Zakopanego, jest łatwo dostępny i dobrze połączony z innymi szlakami. Czas pokonania całości tej trasy to 2 godziny i 40 minut w obie strony. Zawiera ona tak samo znakowany wariant dodatkowy, który, prowadząc okrężną drogą przez Polanę Kopieniec, umożliwia ominięcie wierzchołka Kopieńca Wielkiego (wydłuża to czas przejścia o 15 minut w opisywanym kierunku i 5 minut w kierunku przeciwnym). Najwyższy punkt trasy: Kopieniec Wielki (1328 m).
 Szlak zielony: Kondratowa Polana (schronisko) – Przełęcz pod Kopą Kondracką. Szlak jest pozbawiony trudności. Pójście nim daje możliwość najszybszego dojścia od polskiej strony na grań główną Tatr. Czas pokonania całości tej trasy to godzina i 30 minut w opisywanym kierunku oraz godzina i 10 minut w kierunku przeciwnym. Poza początkiem i końcem na tym szlaku nie ma możliwości zejścia na inny. Najwyższy punkt trasy: Przełęcz pod Kopą Kondracką (1863 m).
 Szlak zielony: Dwoiśniak – Liliowe. Jest to pozbawiony trudności szlak dojściowy do grani głównej Tatr, na całej długości przebiegający w przybliżeniu granicą pomiędzy Tatrami Zachodnimi a Wysokimi. Czas pokonania całości tej trasy to godzina i 10 minut w opisywanym kierunku oraz 50 minut w kierunku przeciwnym. Najwyższy punkt trasy: Liliowe (1952 m).
W polskich Tatrach znajduje się także wiele innych ważnych szlaków. Trzeba zauważyć, że kolor szlaku nie oznacza jego trudności. Kolor czerwony, a następnie niebieski oznacza najważniejsze i najdłuższe szlaki; kolor czarny zazwyczaj oznacza krótki szlak; kolory żółty i zielony oznaczają szlaki łącznikowe i dojściowe. Od tych zasad jest jednak wiele wyjątków, ponieważ najważniejsza reguła stwierdza, że dwa szlaki jednego koloru nigdy nie mogą się przecinać.